# Мтавари архи
Мтавари архи (груз. მთავარი არხი, Главный канал) — грузинский телеканал. Создан 17 августа 2019 года, начал вещание 9 сентября 2019 года. Зазе Окуашвили принадлежало 40 % канала, Нике Гварамия — 12 %. Большая часть команды канала состояла из людей, которые ушли с «Рустави 2» после увольнения Ника Гварамии с поста генерального директора телеканала «Рустави 2» в июле 2019 года. Вещание осуществлялось по всей Грузии, как наземным, так и спутниковым способом, через кабельных операторов и IP-телевидение.

## История
Телеканал «Мтавари архи» был основан Ника Гварамией, который до этого в июле 2019 года был уволен с поста генерального директора телеканала «Рустави 2», а его новым владельцем стал бизнесмен Кибар Халваши. Гварамия в свою очередь заявил, что у него был подписан контракт с телеканалом «Рустави 2» до 31 декабря 2020 года и что он никуда не собирается уходить. Этому предшествовал произошедший вечером 7 июля 2019 года случай в прямом эфире авторской программы P.S. на телеканале «Рустави 2», в которой её ведущий Георгий Габуния на русском языке в нецензурной форме обратился к президенту России Владимиру Путину, после чего в ночь на 8 июля телеканал «Рустави 2» на несколько часов приостановил вещание из-за последовавшей акции протеста перед зданием телекомпании. После этого телеканал «Рустави 2» отстранил телеведущего Георгия Габунию на два месяца от ведения эфиров, в том числе и от его авторской программы «Постскриптум».
20 августа директор «Рустави 2» Паата Салия уволил ведущих журналистов Георгия Габунию, Георгия Лаперашвили, Нанука Жоржолиани и Эку Квеситадзе. Одной из причин увольнения журналистов с «Рустави 2» был назван тот факт, что большинство из них намеревались перейти на новый телеканал «Мтавари Архи» (груз. მთავარი არხი), который основал бывший гендиректор «Рустави 2» Ника Гварамия. 9 сентября 2019 года в 21:00 по местному времени начал вещание новый телеканал «Мтавари архи»
9 сентября 2019 года в 21:00 по местному времени телеканал «Мтавари архи» впервые вышел в эфир. На новый телеканал перешли все журналисты, которые покинули «Рустави 2» после ухода Гварамии, в том числе и Георгий Габуния, который 16 сентября впервые вышел в эфир нового телеканала со своей авторской программой.
В конце февраля 2024 года Ника Гварамия отказался от должности генерального директора телекомпании и своей доли в размере 12 % акций.

## Закрытие
В декабре 2024 года телеканал «Мтавари архи» на фоне протестов в Грузии, вызванных решением правительства страны приостановить переговоры о вступлении в ЕС до 2028 года, оказался под угрозой закрытия — 11 декабря Георгий Габуния выступил с заявлением, что один из основателей и владельцев оппозиционного телеканала, бизнесмен Заза Окуашвили «сознательно ведёт канал к закрытию, предпринимая для этого конкретные шаги». «Решением Зазы Окуашвили и действиями его директора „Мтавари архи“ уже остался без финансовых источников, а заключенные с нами контракты потихоньку расторгаются, что в конечном итоге сделает работу канала невозможной — и это именно то, что сегодня нужно Бидзине Иванишвили», — заявил Габуния.
15 февраля 2025 года телеканал «Мтавари архи» временно приостановил своё вещание, обвинив Зазу Окуашвили в намеренном создании финансовых проблем. До закрытия на канале транслировались только телесериалы, а все производство прямых трансляций было прекращено из-за финансового кризиса.
28 апреля 2025 года было объявлено, что «Мтавари архи» прекратит вещание 1 мая 2025 года. Его сотрудники получили уведомление о постоянном прекращении его услуг. После этого свою работу продолжили только социальные сети и веб-сайт телеканала.